# Hansruedi Bruder
Pour les articles homonymes, voir Bruder.
Hansruedi Bruder, né le 2 juin 1937 à Schinznach et mort le 19 janvier 1998 à Olten, est un athlète suisse, spécialiste du 400 mètres.

## Biographie
Il se classe sixième du relais 4 × 400 m des Jeux olympiques de 1960, à Rome.
Il remporte la médaille de bronze du relais 4 × 400 m lors des championnats d'Europe de 1962, à Belgrade, associé à ses compatriotes Bruno Galliker, Marius Theiler et Jean-Louis Descloux.

### Palmarès
| Date | Compétition           | Lieu     | Résultat | Épreuve   | Performance  |
| ---- | --------------------- | -------- | -------- | --------- | ------------ |
| 1960 | Jeux olympiques       | Rome     | 6e       | 4 x 400 m | 3 min 09 s 4 |
| 1962 | Championnats d'Europe | Belgrade | 3e       | 4 x 400 m | 3 min 07 s 0 |

### Records
| Épreuve    | Performance | Lieu | Date |
| ---------- | ----------- | ---- | ---- |
| 400 mètres | 46 s 6      |      | 1961 |